# Information und Kommunikation
Information und Kommunikation (IuK) ist ein zusammenfassender Begriff für Informationsverarbeitung und Kommunikation. In der technologischen Form Informations- und Kommunikationstechnik wird das Begriffspaar auch als IKT abgekürzt.

## Etymologie
Im Englischen und Französischen bezeichnen information und communication beziehungsweise die dazugehörigen Verben inform, informer und communicate, communiquer nichts weiter als die schlichte „Mitteilung“, wobei communication noch allgemeiner ist und nur „Verbindung“ bedeuten kann.
Im Deutschen sind diese Wörter typische Fremdwörter, die in der Umgangssprache immer durch bessere, das heißt genauere Ausdrücke ersetzt werden können. Diese genaueren Ausdrücke sind es auch, aus denen sich die vielen verschiedenen technischen Bedeutungen ergeben, in denen Information und Kommunikation in verschiedenen Disziplinen verwendet werden.

## Umgangssprachliche Bedeutung
Information ist:
- die Tätigkeit des Kommunizierens: das Miteinander-Sprechen, das Miteinander-Telefonieren, das gegenseitige Senden von Briefen, Telegrammen oder E-Mails, aber auch die nonverbale Kommunikation (Mimik, Gestik, Berühren etc.).
  - Informieren: das Mitteilen, Benachrichtigen oder Unterrichten.
  - Informiert-Werden oder Sich-Informieren: das Empfangen, Verstehen, Erkunden, der Wissenserwerb.
- das Ergebnis des Informierens: die Mitteilung, Nachricht oder das (weitergegebene) Wissen, der Wissenserwerb.

Sprachkritisch ist anzumerken, dass der Begriff Information die Tätigkeit oder den Vorgang nicht immer klar von dem Ergebnis trennt. Dies führt jedoch seltener zu Missverständnissen in der Diskussion.
Erkenntniskritisch ist anzumerken, dass der Begriff, beziehungsweise die genaueren Ausdrücke in der Regel nicht, vielleicht sogar grundsätzlich nicht, positiv zu definieren ist: Man kann nur sagen, was Information nicht ist. Dies führt in allen Diskussionen, in denen der Begriff
eine Rolle spielt, zu Scheinproblemen und vermeintlichen Paradoxien, sofern man sich nicht entschließt, genauere oder abweichende Begriffe, die den Begriff Information nur teilweise abdecken, zu verwenden. Gleiches gilt für den Begriff der Kommunikation.

## Geschichte der Entwicklung des Begriffs
Im Zusammenhang mit der Erfindung von Computern und der Entwicklung von Telefonnetzen in den 1940er Jahren wird mit der Informationstheorie und ihrem Kommunikationsmodell die Information als eine messbare mathematische und physikalische Größe entdeckt und gewinnt dadurch ihren großen Stellenwert in der wissenschaftlichen, philosophischen und gesellschaftlichen Diskussion und praktisch jede wissenschaftliche Disziplin entwickelt eigene Kommunikationsmodelle. Innerhalb der Soziologie kommt es zur Entwicklung einer eigenen Kommunikationswissenschaft.
In den 1960er Jahren entwickelt die Transaktionsanalyse, eine Weiterentwicklung der Psychoanalyse ein Kommunikationsmodell, das sehr gut die Störungen und damit die Wiederherstellungsmöglichkeiten und Neuaufnahme der Kommunikation zwischen Menschen erklärt. Ursprünglich ein Therapieverfahren findet es Eingang in das Marketing.
In den 1980er Jahren entwickelt das Marketing die so genannte Kommunikationspolitik. Kommunikation ist dabei jeder Kontakt eines Wirtschaftssubjekts mit der Außenwelt, der sinnvollerweise geplant und überprüft werden sollte.

## Definitionen im Einzelnen

### Mathematisch und physikalisch
Information, genauer Informationsgehalt, bezeichnet eine berechenbare und messbare Größe einer Ereignismenge, in der Regel eines Textes oder einer Datenmenge, die eng mit den Größen Redundanz, Wahrscheinlichkeit und Entropie zusammenhängt und über diese definiert werden kann. Redundanz ist das, was man schon weiß. Information das, was man noch nicht weiß. Je größer die Wahrscheinlichkeit des Auftretens eines Ereignisses ist, desto redundanter ist es. Je unwahrscheinlicher ein Ereignis ist, desto informativer ist es. Information wird in bit oder Shannon gemessen.
In der Informationsanalyse werden Texte oder Medienereignisse einer statistischen Analyse unterzogen, in der statistischen Linguistik Textmengen oder Korpora (Textsammlungen und Textausschnittssammlungen). Dabei misst man die Wahrscheinlichkeit mit Hilfe der relativen Häufigkeit. Aus den Wahrscheinlichkeiten kann man dann Redundanz, Information, Entropie und viele weitere problemspezifisch zu definierende Werte errechnen. Sortiert man Ereignisse nach ihrem Rang, das heißt nach ihrer relativen Häufigkeit, so gilt: Je geringer der Rang, desto größer die relative Häufigkeit (das heißt, das häufigste Element einer Menge hat den Rang 1). Dieser Zusammenhang heißt Zipfsches Gesetz. Das für eine Datenmenge aufgestellte Zipfsche Gesetz liefert Hinweise auf die Repräsentativität oder statistische Wirklichkeitstreue der Datenmenge. Alle hier genannten Proportionalitätszusammenhänge der Form „je mehr – desto weniger“ sind jedoch nicht linear, sondern logarithmisch.
Der Austausch von Information im technischen Sinn wird im Kommunikationsmodell beschrieben. Dabei kodiert (verschlüsselt, formuliert) ein Sender (Funkgerät, Sprecher, Mund) Information (Signal), um sie über einen Kanal (Radiowellen, Schallwellen) an den Empfänger (Radio, Zuhörer, Ohr) zu senden, der die Information (Signal) dekodiert (versteht). Störungen (Rauschen) im Kanal können dazu führen, dass der Empfänger die Information nicht mehr dekodieren kann. Das Kommunikationsmodell und die Informationstheorie machen Aussagen darüber, wie Kommunikationssysteme wie zum Beispiel Telefonnetze, das Internet, eine Funkverbindung unter anderem beschaffen sein müssen, damit die Dekodierung nicht gefährdet ist.
Der Austausch von Informationen zwischen Menschen, ebenso der Austausch von Informationen zwischen modernen Computern, Mailservern oder früher Telexgeräten vollzieht sich im Dialog. Dabei werden Fragen und Antworten, Mitteilungen und Empfangsbestätigungen, Aufforderungen und
Zustimmungen oder Ablehnungen, also Meldungen und Rückmeldungen ausgetauscht. Lassen sich Meldungen als Signale mit Informationsgehalt darstellen, so kann man aus Ketten und Strukturen von sendenden und empfangenden Elementen (beispielsweise Mikroprozessoren, Temperatursensor, Enzyme, Synapsen) in der belebten und unbelebten Natur, normalerweise jedoch beim Bau von Maschinen und Geräten so genannte Regel- und Steuerkreise entdecken, beziehungsweise zusammenbauen.
Wie Regel- und Steuerkreise funktionieren, wird in der Kybernetik studiert. Von „Steuerung“ spricht man, wenn das empfangende Element keine Rückmeldung produziert. Von „Regelung“, wenn das sendende Element auf Grund einer Rückmeldung seine Sendung ändert. Kontrolle ist in diesem Zusammenhang ein zu vermeidender Begriff, weil er sowohl Regelung als auch Steuerung bedeutet.
Der Erfolg der Quantifizierung des Informationsbegriffs, die erstaunliche Entdeckung eines Zusammenhangs mit der Entropie, die Möglichkeit sehr komplizierte Steuerungs- und Regelungssysteme (beispielsweise Rechenwerke, Mikroprozessoren, Enzymzyklen) aus einfachen Signalstrukturen zusammenzusetzen, hat den Informationsbegriff zu einem grundlegenden Fachterminus in der Technik und Naturwissenschaft gemacht.

### Sprachphilosophisch und logisch
Das Kommunikationsmodell der Informationstheorie und Kybernetik untersucht Signale zwischen Sendern und Empfängern, Information ist dabei eine messbare Größe, die die Eigenschaft des Signals, dekodiert werden zu können, misst. Die Information im umgangssprachlichen Sinn wird demgegenüber in den sprachphilosophischen Kommunikationsmodellen als so genanntes Zeichen gedeutet.
Die Beziehung eines Zeichens zu anderen Zeichen heißt Syntax, die Beziehung zur Welt Semantik und die Beziehung zu den Benutzern des Zeichens Pragmatik. Man sagt, Zeichen kontrastieren mit anderen Zeichen, sie referieren auf ihre Bedeutung und sie appellieren an ihre Benutzer. Das Studium der Zeichen heißt Semiotik. Der Begriff Information ist dabei zu vermeiden. Zeichen tragen Information, sie sind aber keine Information. Die Information, die von Zeichen getragen wird, ist damit wesentlich verschieden von dem umgangssprachlichen Begriff. Information in diesem Sinne wird besser mit Bedeutung oder Begriff oder Referent umschrieben.
Informationen, die entweder wahr oder falsch sein können, heißen Aussagen. Aussagen werden in der Logik studiert. Aussagen über Aussagen heißen metasprachlich. Der Versuch, metasprachliche Zeichen widerspruchsfrei wissenschaftlich darzustellen, führt zu ungeheuer komplexen formalen Logik- und Semantiksystemen.
Kommunikation ist Austausch von Informationen zwischen den Benutzern von Zeichen. Kommunikation und Dialogmodelle sind daher Teil der Pragmatik (siehe auch: Pragmalinguistik, Psycholinguistik und Soziolinguistik).

### Psychologisch und sozial
Kommunikation ist ein Dauerzustand und ein Normalzustand, in dem sich Menschen immer befinden. Sie kommunizieren miteinander, mit ihrer Umwelt und mit sich selbst. Sie sprechen miteinander, sie verstehen ihre Haustiere, sie sprechen mit Gott und den Blumen und sehen in Sternen und Erlebnissen Symbole. Dass Kommunikation überhaupt existiert, wird erst klar, wenn Kommunikation gestört ist. Kommunikation nur als Austausch von Informationen zu definieren, erscheint als eine extreme Verkürzung.
Die Transaktionsanalyse ist eine Methode, mit der Kommunikationsmuster der Menschen analysiert werden können, um Kommunikation verbessern zu können. Es handelt sich um eine Weiterentwicklung der Psychoanalyse. Sie gibt Erklärungen, warum Kommunikation gestört wird und wie sie wiederhergestellt werden kann. Ursprünglich eine Therapiemethode, ist ihr Kommunikationsmodell heute Grundlage für professionelle Kommunikationstechniken.

### Wirtschaftlich und rechtlich
Informationen, die in einem ausreichenden Maße zur Verfügung stehen und bis zur Sättigungsgrenze konsumiert werden können, haben als freie Güter keinen Preis (z. B. Nachbarschaftsklatsch). Andere Formen von Information (beispielsweise Bücher, Computerprogramme, Fotografien) sind Wirtschaftsgüter. Ihr Marktpreis setzt sich zusammen aus Erzeugungs- bzw. Beschaffungskosten und Distributionskosten. Die Grenzkosten der Vervielfältigung und Verteilung der Information geht bei Verwendung digitaler Technik gegen Null. Die Erzeugung oder Beschaffung einer Information kann demgegenüber sehr teuer sein. Der Preis einer Information kann mit sinkendem Neuigkeitswert und sinkender Exklusivität ebenfalls sinken (z. B. kostenfreie zeitverzögerte Anzeige von Börsenkursen in Onlinemedien).
Mit Hilfe von Schutzrechten und Geheimhaltungsstrategien kann ein Monopol auf die Vervielfältigung oder Verteilung der Information erlangt und die Preisgabe einer Information beziehungsweise die Recherche einer Information als Dienstleistung verkauft werden. Die Kosten einer Information sind immer kalkulatorische Kosten, die willkürlich über Mischkalkulationen zugeordnet werden, in die ganz unterschiedliche Faktoren einfließen.
Dem gegenüber stehen die Kommunikationsfreiheiten des Grundgesetzes, die den Staat verpflichten, ein Mindestmaß an Kommunikation und Information zu gewährleisten und Rahmenbedingungen für die dazu erforderliche Infrastruktur zu schaffen (siehe auch: Medienrecht).

### Wirtschaftlich und politisch
Information ist die Botschaft. Kommunikation ist die Überbringung der Botschaft.
Seit Ende der 1980er Jahre wird unter Kommunikation das verstanden, was früher Rhetorik oder Argumentation hieß: die Kunst, überzeugen zu können. Rhetorik ist dabei die Redetechnik, während Argumentation den logischen Aufbau und die Abfolge von Argumenten (logische oder nur einsichtige Aussagen) meint. Gestik und Mimik heißen neuerdings Körpersprache. Gestik meint die Körperhaltung und die Bewegung von Armen und Beinen, Mimik den Gesichtsausdruck.

### Wirtschaftlich und finanziell
Kommunikationspolitik ist Teil des Marketings. Public Relations oder Öffentlichkeitsarbeit ist Teil der Kommunikationspolitik. Informationspolitik ist ein Teil der Public Relations.
In diesem Zusammenhang ist Information gleichbedeutend mit Veröffentlichung. Kommunikationspolitik ist die Planung und Überwachung der Außenwirkung eines Unternehmens und Kommunikation praktisch jede Kontaktaufnahme mit der Außenwelt.